# Monstrilla humesi
Monstrilla humesi is een eenoogkreeftjessoort uit de familie van de Monstrillidae. De wetenschappelijke naam van de soort is voor het eerst geldig gepubliceerd in 2001 door Suárez-Morales.